# Gapeau
Le Gapeau est un fleuve côtier du département français du Var, dans la région Provence-Alpes-Côte d'Azur, qui se jette à Hyères dans la mer Méditerranée. Son nom en provençal est lo/lou Gapèu.
Il fait l'objet d'une gestion spécifique  au travers du Schéma d’aménagement et de gestions des Eaux ou SAGE du Gapeau.

## Géographie
Le Gapeau prend sa source à Signes, au collet du Gapeau, à 316 mètres d'altitude. Coulant dans le Var, à l'est de Toulon, il parcourt 47,5 kilomètres.
Il prend sa source au pied du massif de la Sainte-Baume, puis il file à travers un étroit couloir, jusqu'à Solliès-Pont. S'ouvre ensuite la basse vallée : il suit les versants ouest du massif des Maures, et trouve finalement son embouchure au village des Salins sur la commune d'Hyères, non loin du parc national de Port-Cros.
Une espèce d'Orchidée, l'Ophrys du Gapeau (Ophrys philippei) doit son nom vernaculaire à ses belles populations poussant sur les pelouses calcaires et sèches de la vallée du Gapeau.

## Étymologie
Radical pré-celtique gaba signifiant probablement rivière encaissée  qui a donné les gaves pyrénéens.

## Historique
Le Gapeau se jette dans la mer via l'ancien tracé historique du Réal Martin, sur la commune de Hyères, au sud-ouest des Salins d'Hyères, entre les lieux-dits les Cabanes du Gapeau et la résidence Simone Berriau Plage.
Ce cours d'eau fut régulièrement en crue, notamment les 17 et 18 janvier 1999,.

### Les villes traversées
- Cuers[10], Signes, Méounes-lès-Montrieux, Belgentier, Solliès-Toucas, Solliès-Pont, Solliès-Ville, La Farlède, La Crau, Hyères

## Affluents

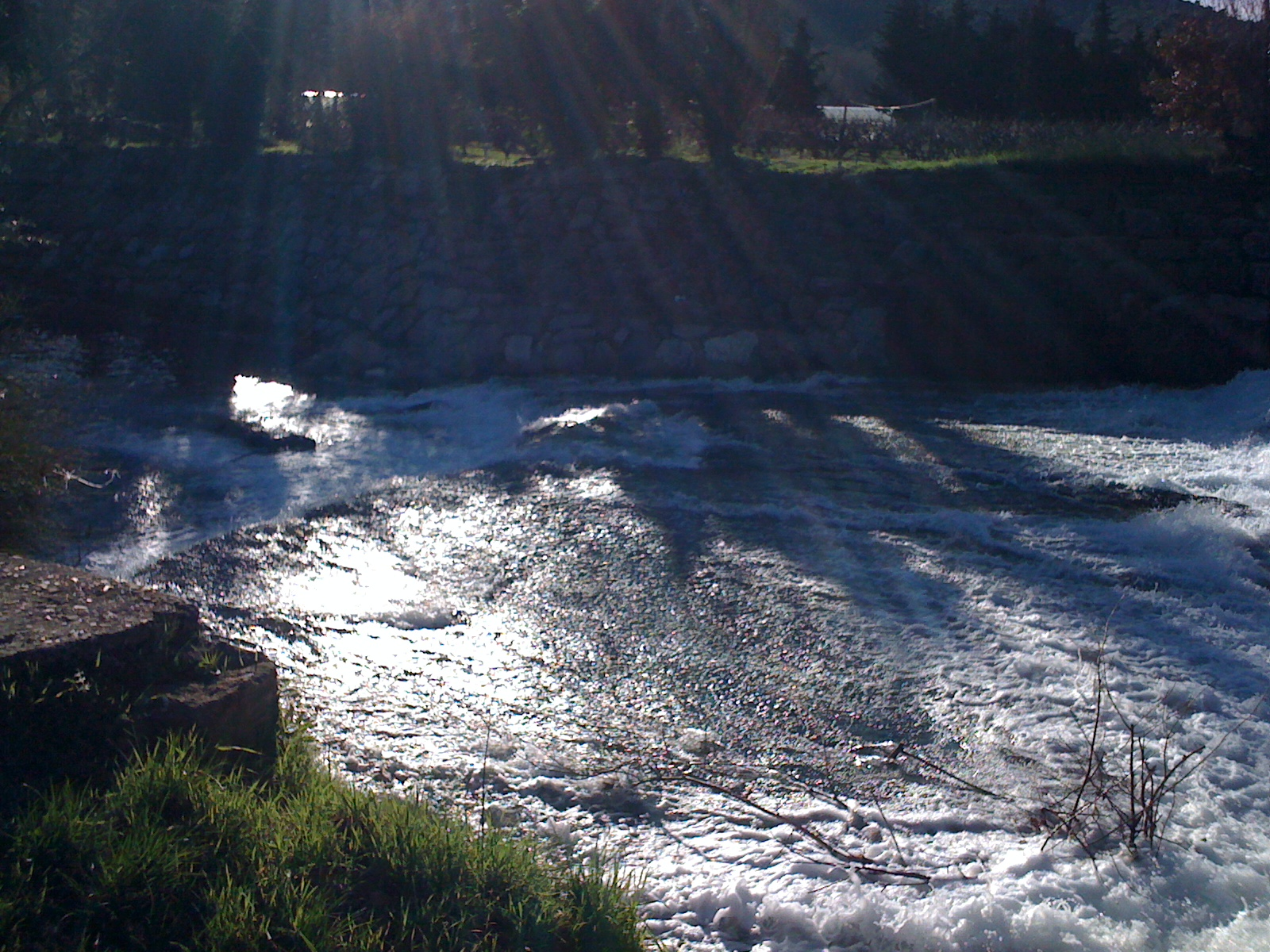
Au confluent du Gapeau et du Réal Martin.

Le ruisseau du Latay (rd) : prend sa source à 700 m d'altitude à 15 km en amont de la source du Gapeau, sur l'adret de la Sainte-Baume.
Le ruisseau de la Jonquière (rg) (3,8 km).
Le Petit Réal (rg) : (8,5 km) confluent sur le territoire de La Crau. Il est rejoint par le ruisseau des Anduès sur le territoire de Cuers.
Le Réal Martin (rg) : confluent sur le territoire de La Crau.
Le Vallon des Borrels (rg) : (6,2 km), confluant à l'entrée de la vallée de Sauvebonne. Il est grossi de la Baisse des Comtes (5,6 km) au niveau des deuxièmes borrels.

## Hydrologie
Son régime hydrologique est dit pluvial méridional.

### Le Gapeau à Hyères
Le Gapeau a été observé à la station Y4624010, le Gapeau à Hyères [Sainte-Eulalie], à 9 m d'altitude  pour un bassin versant de 517 km2  depuis le 1er janvier 1961. 
Le module ou moyenne annuelle de son débit est à Hyères de 4,13 m3/s.

### Étiage ou basses eaux
À l'étiage, c'est-à-dire aux basses eaux, le VCN3, ou débit minimal du cours d'eau enregistré pendant trois jours consécutifs sur un mois, en cas de quinquennale sèche s'établit à 0,130 m3/s, ce qui est peu,.

### Crues
Sur cette période d'observation, le débit journalier maximal a été observé le 28 décembre 1972 pour 326,0 m3/s. Le débit instantané maximal connu 28 décembre 1972 avec 579,0 m3/s. 
La hauteur maximale instantanée a été observée, le 19 janvier 2014, de 301 cm soit 3,01 m.
Le QIX 2 est de 160 m3/s, le QIX 5 est de 260 m3/s, le QIX 10 est de 320 m3/s, le QIX 20 est de 390 m3/s et le QIX 50 est de 470 m3/s.La crue du 19 janvier 2014 est la plus forte mesurée sur Hyères. La station de Hyères – StEulalie a enregistré une hauteur de 3,01m ce qui correspond à un débit voisin de 400 m3/s à la station, auquel il convient d’ajouter les débits déversés en amont (notamment au déversoir de Plan du Pont), estimés entre 150 et 250 m3/s qui se sont écoulés dans la plaine et le chenal de crue à l’écart de la station. Cela représente un total voisin de 600 m3/s à plus ou moins 10% pour le débit de pointe du Gapeau à l’entrée de Hyères (estimation Cerema juillet 2014).

### Lame d'eau et débit spécifique
La lame d'eau écoulée dans cette partie du bassin versant de la rivière est de 253 millimètres annuellement, ce qui inférieur d'un sixième à la moyenne en France, à 300 mm/an. Le débit spécifique (Qsp) atteint 8. litres par seconde et par kilomètre carré de bassin.
Il reçoit par ailleurs un nombre considérable de ruisseaux comme l'Apié, le Mataffe, Ste Eulalie, le Viet ... qui ont une très grande importance en période de crue.

## Administratif
Le Gapeau fait l'objet d'un suivi administratif au travers de la C.L.E du Gapeau  (Commission Locale de l'Eau), qui est chargée de mettre en application les différentes applications légales et notamment la DCE (Directive cadre européenne) numéro 60 au travers d'un SAGE (Schéma d'Aménagement  et de Gestion des Eaux) .